# Gerhard Ortinau

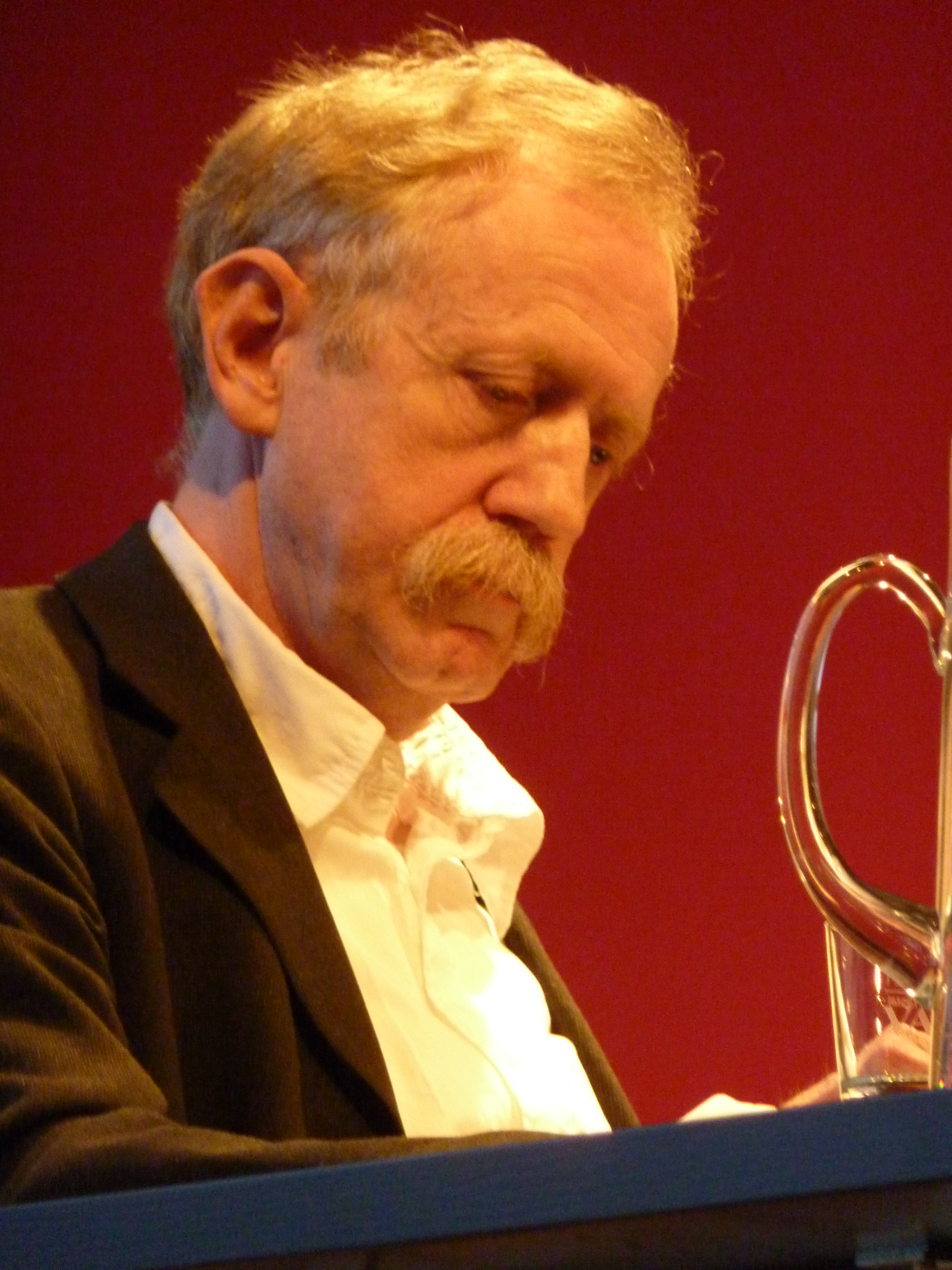
Gerhard Ortinau, 2010

Gerhard Ortinau  (* 18. März 1953 in Borcea, Kreis Călărași, Volksrepublik Rumänien) ist ein deutscher Schriftsteller.

## Leben
Gerhard Ortinau wurde als Angehöriger der rumäniendeutschen Minderheit während der Deportation in die Bărăgan-Steppe geboren. Er wuchs in Săcălaz (deutsch Sackelhausen) im Banat auf. Zwischen 1972 und 1976 studierte er Germanistik und Rumänistik an der Universität in Timișoara (heute Universität des Westens). Er war Mitglied des Schriftstellerkreises Aktionsgruppe Banat, zu dem unter anderen auch Richard Wagner, Rolf Bossert, William Totok, Johann Lippet und Ernest Wichner gehörten und dem Herta Müller und Horst Samson nahestanden.
1976 trat er aus Protest aus der Rumänischen Kommunistischen Partei aus und stellte einen Antrag zur endgültigen Ausreise in die Bundesrepublik Deutschland. Im gleichen Jahr eröffnete der rumänische Geheimdienst Securitate einen Operativen Vorgang gegen Ortinau. 1980 konnte Gerhard Ortinau Rumänien verlassen; seither lebt und schreibt er in Berlin.

## Werke
- Verteidigung des Kugelblitzes. Erzählungen. Dacia-Verlag, Klausenburg/Rumänien 1976.
- Ein Pronomen ist verhaftet worden. Texte der Aktionsgruppe Banat. Suhrkamp Verlag, Frankfurt/Main 1992, ISBN 3-518-11671-1.
- Das Land am Nebentisch. Anthologie, Hrsg. Ernest Wichner. Reclam, Leipzig 1993, ISBN 3-379-01468-0.
- Ein leichter Tod. Erzählung. In: Drucksache 16 des Berliner Ensembles. Hrsg. Heiner Müller. Berlin 1995, ISBN 3-923854-11-0.
- Ein leichter Tod. Zwei Erzählungen. Oberbaum-Verlag, Berlin 1996, ISBN 3-928254-53-7.
- Käfer. Eine deutsche Komödie. Theaterstück. Henschel Schauspiel. In: Theater der Zeit, Nr. 6/1997, Uraufführung: 6. Juni 1999 am Theater der Stadt Heidelberg.
- Käfer. Hörspiel. Deutschlandradio 1999.
- WehnerMonologe. In: Sinn und Form. 3/2000.
- Die Nacht des schlaflosen Kellners. Theaterstück. Henschel Schauspiel, 2001. Uraufführung: 2002 am Staatstheater Oldenburg.
- Wehner auf Öland. Theatermonolog. Henschel Schauspiel, 2002.
- Am Rande von Irgendetwas. Frühe Gedichte & Texte 1970–1978. Hrsg. Ernest Wichner. hochroth Verlag, Berlin 2010.
- Notdichter 1937 und Kleine Geschichte. In: Deutsche Erzähler aus Rumänien nach 1945. Anthologie. Curtea Veche, Bukarest 2012

## Stipendien und Preise
Ortinau erhielt mehrere Stipendien, unter anderem das Stipendium des Deutschen Literaturfonds und das Autorenstipendium des Berliner Senats. 2005 wurde er mit dem Würth-Literaturpreis (3. Preis) ausgezeichnet.